# ایندیا سامر
ایندیا سامر (انگلیسی: India Summer؛ زاده ۲۶ آوریل ۱۹۷۵) بازیگر پورنوگرافی اهل ایالات متحده آمریکا است.